# Anjel milosrdenstva
Anjel milosrdenstva é um filme de drama eslovaco de 1993 dirigido e escrito por Miloslav Luther e Vladimír Körner. Foi selecionado como representante da Eslováquia à edição do Oscar 1994, organizada pela Academia de Artes e Ciências Cinematográficas.

## Elenco
- Ingrid Timková - Anezka
- Juraj Simko - Krystof
- Josef Vajnar - Horecky
- Peter Simun - Fero
- Juraj Mokrý - Sylvio
- Marta Sládecková - Hilda